# Aulacodes
Aulacodes é um gênero de mariposa pertencente à família Crambidae.